# 林慧萍情歌王國系列三
【林慧萍情歌王國系列三】是歌手林慧萍的個人二十五張精選輯，『歌林天龍』授權；音橋唱片2003年10月16日重製發行。

情歌王國收錄的是林慧萍在歌林唱片時期的精選，一共三張黃金CD版；音橋唱片同步發行。

在林慧萍的萍水相逢演唱會結束後；在2003年10月份就推出了四張精選。

## 專輯簡介
慧萍的精選金曲‧給你心的回憶
的聲音在她濃厚又深情的嗓音裡，讓我們找到一份真摯的感情

## 專輯曲目
| 曲序 | 曲名               | 作詞   | 作曲   | 編曲   | 製作人        | 長度 | 備註                                                                  |
| 01   | 走在陽光裡         | 趙曉君 | 陳復明 | 陳玉立 | 楊明煌        | 4:30 | 張清芳翻唱；收錄於〈雙陳故事〉 錦繡二重唱翻唱；收錄於〈錦鏽羅曼史II〉 |
| 02   | 溫馨的世界         | 陳美威 | 陳美威 | 丹尼   | 楊明煌        | 3:00 | 收錄於【走在陽光裡】                                                  |
| 03   | 醉酒               | 陳秀男 | 陳秀男 | 丹尼   | 楊明煌        | 3:36 | 收錄於【走在陽光裡】                                                  |
| 04   | 別再走             | 陳進興 | 陳進興 | 陳玉立 | 呂子厚        | 3:43 | 陳進興更名為陳品                                                      |
| 05   | 溫情猶在           | 鄭柏秋 | 鄭柏秋 | 陳玉立 | 黃建昌        | 4:07 | 收錄於【我真的可以擁有】                                              |
| 06   | 我真的可以擁有     | 張尚喬 | 川口真 | 陳玉立 | 黃建昌        | 4:12 |                                                                       |
| 07   | 午夜的風裡         | 何啟宏 | 陳復明 | 陳志遠 | 呂子厚        | 3:10 | 收錄於【別再走】                                                      |
| 08   | 一簾幽夢           | 瓊瑤   | 劉家昌 | 陳玉立 | 呂子厚        | 3:03 | 收錄於【1987 巨星金曲】；原唱：蕭孋珠                                 |
| 09   | 舉手輕擺           | 晨曦   |        |        | 呂子厚        | 3:38 | 收錄於【戒痕】                                                        |
| 10   | 我的日記           | 施秀枝 | 黃仁清 |        | 呂子厚        | 2:57 | 收錄於【愛情與宿醉】                                                  |
| 11   | 只有你             | 黃韻玲 | 黃韻玲 | 陳玉立 | 楊明煌‧黃建昌 | 4:36 | 收錄於【錯過】                                                        |
| 12   | 錯過               | 蘇來   | 蘇來   | 陳玉立 | 楊明煌‧黃建昌 | 3:57 | 蘇來翻唱；收錄於《大火》專輯                                          |
| 13   | 不願發生的事       | 陳美威 | 陳美威 | 陳玉立 | 楊明煌        | 3:56 | 男聲：楊璿 收錄於【無情弦】                                           |
| 14   | 一生只愛一回的故事 | 楊明煌 | 楊明煌 | 陳玉立 | 楊明煌‧黃建昌 | 4:04 | 收錄於【錯過】                                                        |
| 15   | 今夜微雨           | 晨曦   | 陳志遠 | 陳志遠 | 呂子厚        | 4:10 | 收錄於【別再走】                                                      |
| 16   | 暖暖的黃領巾       | 陳進興 | 陳進興 | 陳志遠 | 呂子厚        | 3:09 | 原名『暖暖的紅領巾』 收錄於【別再走】                                 |
| 17   | 編織的愛心         | 小蟲   | 小蟲   | 陳玉立 | 黃建昌        | 4:10 | 收錄於【我真的可以擁有】                                              |
| 18   | 七夕行             | 鄭柏秋 | 鄭柏秋 | 丹尼   | 楊明煌        | 4:30 | 收錄於【走在陽光裡】                                                  |
| 19   | 請輕輕入夢         | 楊明煌 |        | 丹尼   | 楊明煌        | 3:34 | 收錄於【走在陽光裡】                                                  |
| 20   | 小小百合花         | 林文隆 | 林文隆 |        | 呂子厚        | 3:05 | 收錄於【戒痕】                                                        |

## 專輯版本
- CD

第一版：2003年10月16日音橋唱片發行
第二版：2004年 4月 1日音橋唱片發行；精裝版一套三輯
第三版：2005年 1月24日音橋唱片發行；精裝版一套三輯＋『灰姑娘的故事』 DVD